# Фридрих Ангальт-Дессауский
Фридрих Ангальт-Дессауский (нем. Friedrich von Anhalt-Dessau; 27 декабря 1769, Дессау — 27 мая 1814, там же) — наследный принц княжества Ангальт-Дессау из династии Асканиев.

## Биография
Фридрих — единственный ребёнок князя Леопольда III Ангальт-Дессауского, родившийся в браке. Мать Фридриха — Луиза Бранденбург-Шведтская, дочь маркграфа Фридриха Генриха Бранденбург-Шведтского. От матери унаследовал бранденбургские поместья Штольценберг, Вормсфельде и Цантох, которые отошли к Ангальт-Дессау.
С 1788 года Фридрих служил офицером в прусской армии и уволился со службы в  Пруссии в начале января 1794 года в звании генерал-майора. Фридрих, никогда не принимавший участия в управлении княжеством, умер за три года до смерти своего отца, поэтому к власти в Ангальт-Дессау пришёл старший сын Фридриха Леопольд IV Фридрих.

## Потомки
12 июня 1792 года в Гомбурге Фридрих женился на Амалии Гессен-Гомбургской, дочери ландграфа Фридриха V. У них родились:
- Августа (1793—1854), замужем за князем Фридрихом Гюнтером Шварцбург-Рудольштадтским (1793—1867)
- Леопольд IV Фридрих (1794—1871), герцог Ангальта, женат на Фридерике Прусской (1796—1850)
- Георг (1796—1865), был женат на принцессе Каролине Шварцбург-Рудольштадтской (1804—1829), затем морганатическим браком сочетался с Терезой Эммой фон Эрдмансдорф (1807—1848)
- Пауль (1797)
- Луиза (1798—1858), замужем за ландграфом Густавом Гессен-Гомбургским (1781—1848)
- Фридрих Август (1799—1864), женат на принцессе Марии Гессен-Кассельской (1814—1895)
- Вильгельм (1807—1864), состоял  в морганатическом браке с Эмилией Клауснитцер (1812—1888), «баронессой фон Штольценберг»